# Jacques Olry
Pour les articles homonymes, voir Olry.
Jacques Olry est un homme politique français né le 11 septembre 1833 à Saint-Leu-Taverny (Seine-et-Oise) et mort le 25 juin 1901 à Paris.

## Biographie
Gendre de Louis Roederer, il est maire de Bémécourt et conseiller général. Il est député de l'Eure de 1889 à 1893.
Devenu propriétaire du haras des Rouges Terres, il y élève des trotteurs dont l'un, Bémécourt, sera l'un des étalons de base du Trotteur français. Il est à la fin de sa vie vice-président de la Société du demi-sang.
Il meurt à son domicile rue de Monceau et est inhumé au cimetière du Père-Lachaise (69e division).

## Sources
- « Jacques Olry », dans le Dictionnaire des parlementaires français (1889-1940), sous la direction de Jean Jolly, PUF, 1960 [détail de l’édition]
- « Jacques Olry », dans Adolphe Robert et Gaston Cougny, Dictionnaire des parlementaires français, Edgar Bourloton, 1889-1891 [détail de l’édition]
- Bernard Lizot, Histoire de Bémécourt, Breteuil-sur-Iton, 1993, 239 p.